# Johnny Mauro

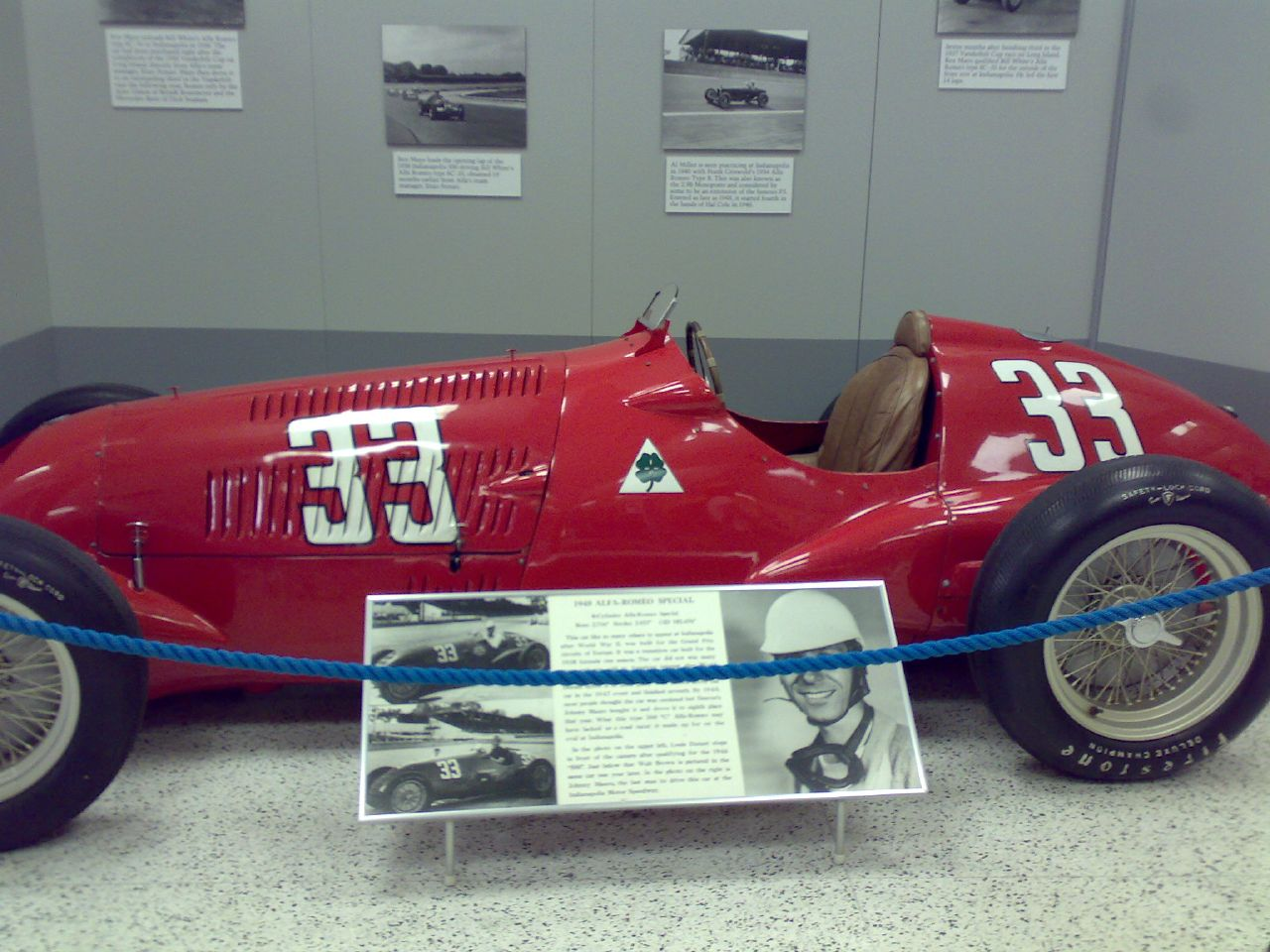
Johnny Mauros Alfa Romeo Tipo 308 im Indianapolis Motor Speedway Hall of Fame Museum.

Johnny Mauro (* 25. Oktober 1910 in Denver, Colorado; † 23. Januar 2003 in Golden, Colorado) war ein US-amerikanischer Automobilrennfahrer.

## Karriere
Mauros Familie besaß mehrere Autohandelsbetriebe, was ihn für viele Jahre zum einzigen Ferrari-Importeur in der Region um Denver machte. Er fuhr daher von Ferrari eingesetzte Fahrzeuge in den 1940er und 50er Jahren und war der Gründer der „United States Truck Driving School“, die seine Tochter heute noch führt. Anfang 2003 verunglückte er bei einem Verkehrsunfall tödlich. Er wurde 92 Jahre alt.
Während seiner Rennfahrerkarriere versuchte er sich sechs Mal für die 500 Meilen von Indianapolis zu qualifizieren. Es gelang ihm nur 1948. Hier erreichte er zusammen mit Louis Durant den achten Rang im Rennen mit einem Alfa Romeo.

## Statistik

### Indy-500-Ergebnisse
| Jahr | Fahrzeug | Start | Qual (km/h) | Ergebnis | Runden | Führung | Ausfall                         |
| ---- | -------- | ----- | ----------- | -------- | ------ | ------- | ------------------------------- |
| 1947 | 64       | DNQ   |             |          |        |         |                                 |
| 1948 | 33       | 27    | 195,984     | 82       | 198    | 0       | Übergabe an Durant; Rd. 112–140 |
| 1949 | 16       | DNQ   |             |          |        |         |                                 |
| 1950 | 25       | DNQ   |             |          |        |         |                                 |
| 1952 | 35       | DNQ   |             |          |        |         |                                 |

| Legende  | Legende            | Legende                                                          |
| Farbe    | Abkürzung          | Bedeutung                                                        |
| -------- | ------------------ | ---------------------------------------------------------------- |
| Gold     | –                  | Sieg                                                             |
| Silber   | –                  | 2. Platz                                                         |
| Bronze   | –                  | 3. Platz                                                         |
| Grün     | –                  | Platzierung in den Punkten                                       |
| Blau     | –                  | Klassifiziert außerhalb der Punkteränge                          |
| Violett  | DNF                | Rennen nicht beendet (did not finish)                            |
| Violett  | NC                 | nicht klassifiziert (not classified)                             |
| Rot      | DNQ                | nicht qualifiziert (did not qualify)                             |
| Rot      | DNPQ               | in Vorqualifikation gescheitert (did not pre-qualify)            |
| Schwarz  | DSQ                | disqualifiziert (disqualified)                                   |
| Weiß     | DNS                | nicht am Start (did not start)                                   |
| Weiß     | WD                 | zurückgezogen (withdrawn)                                        |
| Hellblau | PO                 | nur am Training teilgenommen (practiced only)                    |
| Hellblau | TD                 | Freitags-Testfahrer (test driver)                                |
| ohne     | DNP                | nicht am Training teilgenommen (did not practice)                |
| ohne     | INJ                | verletzt oder krank (injured)                                    |
| ohne     | EX                 | ausgeschlossen (excluded)                                        |
| ohne     | DNA                | nicht erschienen (did not arrive)                                |
| ohne     | C                  | Rennen abgesagt (cancelled)                                      |
| ohne     | keine WM-Teilnahme |                                                                  |
| sonstige | P/fett             | Pole-Position                                                    |
| sonstige | 1/2/3/4/5/6/7/8    | Punktplatzierung im Sprint-/Qualifikationsrennen                 |
| sonstige | SR/kursiv          | Schnellste Rennrunde                                             |
| sonstige | *                  | nicht im Ziel, aufgrund der zurückgelegten Distanz aber gewertet |
| sonstige | ()                 | Streichresultate                                                 |
| sonstige | unterstrichen      | Führender in der Gesamtwertung                                   |